# Herrings
Herrings es una villa ubicada en el condado de Jefferson en el estado estadounidense de Nueva York. En el año 2000 tenía una población de 129 habitantes y una densidad poblacional de 172 personas por km².

## Geografía
Herrings se encuentra ubicada en las coordenadas 44°1′26″N 75°39′35″O / 44.02389, -75.65972.

## Demografía
Según la Oficina del Censo en 2000 los ingresos medios por hogar en la localidad eran de $33,750, y los ingresos medios por familia eran $33,750. Los hombres tenían unos ingresos medios de $24,583 frente a los $23,750 para las mujeres. La renta per cápita para la localidad era de $9,674. Alrededor del 18.8% de la población estaban por debajo del umbral de pobreza.